# Palaeophis
Il paleofide (gen. Palaeophis) era un serpente preistorico, vissuto tra il Paleocene e l'Eocene (60 – 45 milioni di anni fa). I suoi resti fossili (principalmente vertebre) sono stati scoperti in numerosi luoghi del pianeta: Stati Uniti orientali, Kazakistan, Kirghizistan, Tagikistan, Ucraina, Marocco, Mali, Italia, Germania e Inghilterra.

## Descrizione
Di grandi dimensioni (poteva superare i 9 metri di lunghezza), questo serpente doveva essere abbastanza simile agli attuali boa e pitoni. In particolare, le vertebre del paleofide richiamano molto quelle dei boidi attuali. È possibile, però, che questo animale fosse vagamente simile ai serpenti di mare attuali, e che la parte terminale della coda fosse appiattita lateralmente.

## Classificazione
Il paleofide è il genere tipo dei paleofidi (Palaeopheidae), un gruppo di serpenti primitivi che ebbero un notevole sviluppo nel Cenozoico inferiore. Sembra che questi animali fossero stretti parenti dei boidi, ma che avessero sviluppato alcuni adattamenti per la vita acquatica. Uno stretto parente di Palaeophis, ancor più specializzato, è Pterosphenus. In Italia, nel giacimento di Bolca, è stato inoltre rinvenuto un altro serpente acquatico di grosse dimensioni risalente all'Eocene, Anomalophis. Altri serpenti acquatici, solitamente di piccole dimensioni e tipici del Paleogene, erano i Nigeropheidae.

### Specie
Vi sono numerose specie di serpenti fossili ascritte a questo genere, molte delle quali conosciute per frammenti. Tra le più note, da ricordare Palaeophis toliapicus, proveniente dall'Eocene inferiore dell'Inghilterra, e P. ferganicus, vissuta nella stessa epoca in vaste zone dell'Asia centrale. L'ampia diffusione del genere è testimoniata dal ritrovamento di Palaeophis in Nordamerica. In Mali è stata ritrovata una specie gigantesca, P. colossaeus, che poteva superare i nove metri di lunghezza. Resti di paleofide (P. oweni) sono stati rinvenuti anche in Italia. Tra le specie nordamericane, da ricordare P. grandis, lunga oltre 5 metri, e P. casei, di appena 1,3 metri di lunghezza.

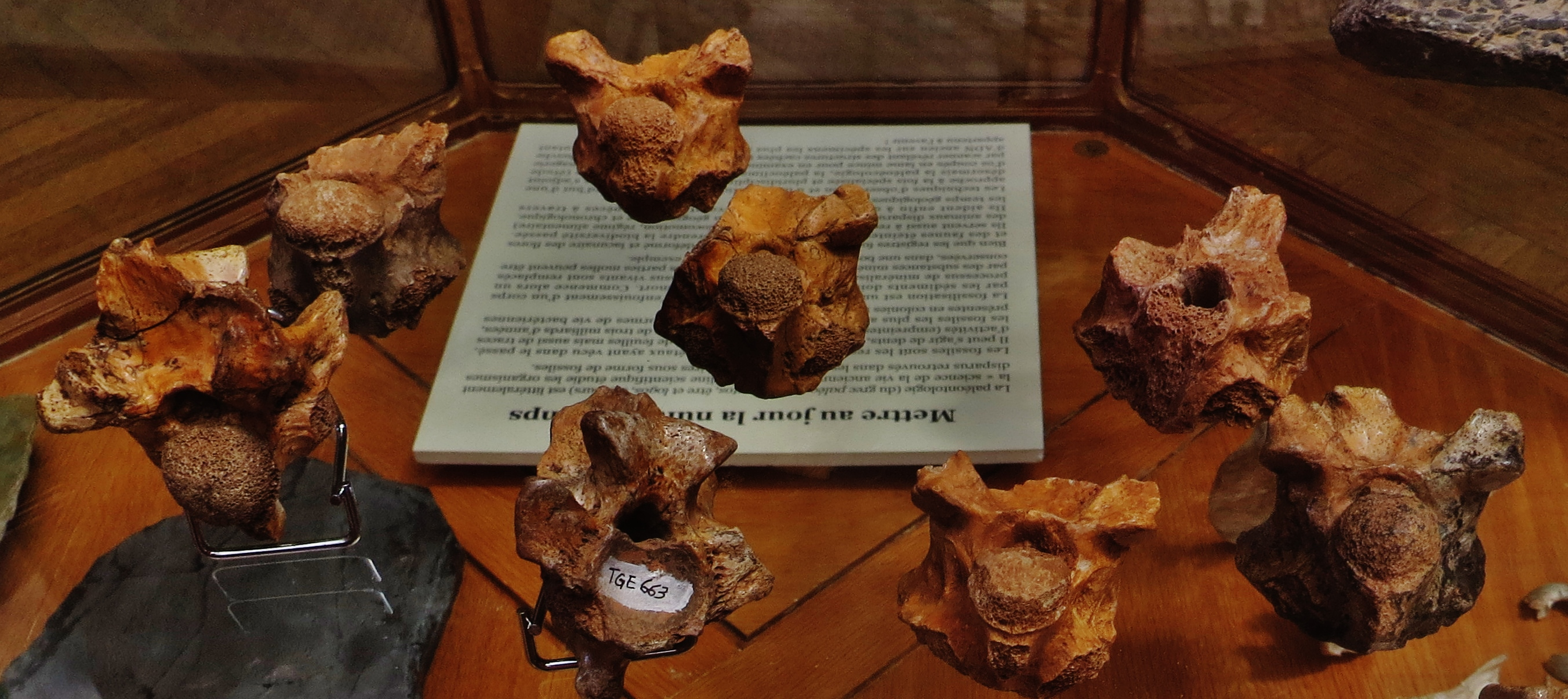
Vertebre di Palaeophis colossaeus

## Stile di vita
È probabile che il paleofide fosse un serpente strettamente legato alla vita acquatica; alcuni resti di questo animale, infatti, sono stati ritrovati in depositi fluviali, mentre altri sono stati ritrovati in strati che, all'epoca della fossilizzazione, erano in acque costiere o di estuario. Palaeophis, quindi, era un predatore notevolmente adattabile, che viveva sia in acque dolci che salate.